# Municipio de Westerheim
El municipio de Westerheim (en inglés: Westerheim Township) es un municipio ubicado en el condado de Lyon en el estado estadounidense de Minnesota. En el año 2010 tenía una población de 235 habitantes y una densidad poblacional de 2,5 personas por km².

## Geografía
El municipio de Westerheim se encuentra ubicado en las coordenadas 44°35′36″N 95°55′11″O / 44.59333, -95.91972. Según la Oficina del Censo de los Estados Unidos, el municipio tiene una superficie total de 93.92 km², de la cual 93,9 km² corresponden a tierra firme y (0,02 %) 0,02 km² es agua.

## Demografía
Según el censo de 2010, había 235 personas residiendo en el municipio de Westerheim. La densidad de población era de 2,5 hab./km². De los 235 habitantes, el municipio de Westerheim estaba compuesto por el 96,6 % blancos, el 0,43 % eran afroamericanos, el 2,98 % eran de otras razas. Del total de la población el 2,98 % eran hispanos o latinos de cualquier raza.